# Освіта в Нігерії
Освіта в Нігерії (англ. Education in Nigeria) представлена мережею державних і приватних навчальних закладів.

## Початкова та середня освіта
Згідно «Закону про освіту» навчання в школі обов'язкове для дітей у віці від 6 до 15 років.

## Вища освіта
Англійська мова є мовою навчання в університетах Нігерії. Академічний рік триває з жовтня по вересень.

### Державні університети
У державних університетах бракує місць для отримання вищої освіти всім охочим нігерійцям.

### Приватні університети
З 1993 року в країні з'явилися приватні університети, програма викладання в яких, однак, повинна збігатися з державною.